# Венансіо Перес Гарсія
Венансіо Перес Гарсія (ісп. Venancio Pérez García; 22 квітня 1921, Сестао — 28 листопада 1994, Сан-Себастьян) — іспанський футболіст, що грав на позиції нападника.
Виступав, зокрема, за клуби «Атлетік Більбао» та «Баракальдо», а також національну збірну Іспанії. Триразовий володар Кубка Іспанії з футболу.

## Клубна кар'єра
Венансіо народився в зубожілій баскській родині 1921 року. Відтак він уже змалку почав працювати на сім'ю. Ще в юначіроки він привертав увагу своїми фізмчними параметрами: кремезний й високий парубок швидко знаходив роботу та його запрошували в різні спортивні колективи.
Футбол не був для Венансіо важливим, й не надто він покладав увагу на цей спорт. Уже в зрілому віці, в 22 роки, він дебютував за місцеву команду «Ерандьо», в якій провів два сезони — 1943 та 1944 років.
Своєю грою за цю команду привернув увагу представників тренерського штабу клубу «Атлетік Більбао», до складу якого приєднався посеред сезону 1944—1945 років. Відіграв за клуб з Більбао наступні три сезони своєї ігрової кар'єри, провівши лише 20 ігор за 3 роки.
Протягом 1947—1948 років був зданий в оренду й захищав кольори команди клубу «Баракальдо».
1948 року повернувся до клубу «Атлетіка», за який відіграв наступні 7 сезонів. Більшість часу, проведеного у складі «Атлетика», був основним гравцем атакувальної ланки команди та одним з головних бомбардирів команди, маючи середню результативність на рівні 0,43 гола за гру. Завершив професійну кар'єру футболіста виступами за команду «Атлетик» у 1955 році.
Помер 28 листопада 1994 року на 74-му році життя у місті Сан-Себастьян.

## Виступи за збірну
1949 року дебютував в офіційних матчах у складі національної збірної Іспанії. Протягом кар'єри у національній команді, яка тривала 6 років, провів у формі головної команди країни 11 матчів (8 товариських та 3 відбіркових гри), забивши 4 голи.

## Титули і досягнення
- Володар Кубка Іспанії з футболу (3):

«Атлетік Клуб»: 1945, 1950, 1955
- Володар Кубка Еви Дуарте (1):

«Атлетік Клуб»: 1950